# رفاهية مظهرية
الرفاهية المظهرية (Conspicuous leisure)هو مصطلح قدمه عالم الاقتصاد الأمريكي ثورستين فيبلين في The Theory of the Leisure Class (1899). ويشير هذا المصطلح إلى الرفاهية المرئية الواضحة بغرض الكشف عن الرتبة الاجتماعية. ويتم غالبًا حجز هذا المصطلح للإشارة إلى أشكال الرفاهية التي يبدو أنها ترتبط بشكل كامل بالعوامل الاجتماعية، مثل أخذ إجازات لفترات طويلة والتوجه إلى أماكن غريبة وجلب الهدايا التذكارية عند العودة. والرفاهية المظهرية هي عرض تتم ملاحظته لدى الأشخاص في كل المجتمعات التي تتواجد بها الطبقات الاجتماعية. ويعد «الاستهلاك المظهري» الأكثر شهرة لفيبلين أحد أنواع الرفاهية المظهرية.

## تاريخياً
وقد قال فيبلين إن الرفاهية المظهرية لها جذور تاريخية عميقة تعود إلى ما قبل التاريخ، وأنها قد «تطورت» في أشكال مختلفة مع تطور الزمان. ومن بين الأمثلة التي قدمها على ذلك، خلال العصور الوسطى، كان يتم إعفاء النبلاء من العمل اليدوي، والذي كان محجوزًا للعمال الزراعيين. ومثل امتلاك الأراضي، كان الامتناع عن العمل شكلاً من الأشكال النموذجية للثروة، وقد مثّل مشكلة كبيرة مع تطور المجتمع إلى مجتمع صناعي. ومع ظهور الملكية الفردية، توقفت الطبقة المرفهة الغنية تمامًا عن المشاركة في رفاهية المجتمع. فقد توقفوا عن المشاركة في المناصب الشرفية، وبالتالي ألغوا فائدتهم للمجتمع بشكل تام. ومع ابتعاد المجتمع عن الصيد والزراعة، والانتقال تجاه التصنيع، لم تتمكن الطبقة المرفهة من الحصول على الموارد من الآخرين. وهنا، يعرض لنا فيبلين صورة للسيد أو السيدة ممن تدهور بهم الحال والذين خسروا ثروتهم ولكن لا يمكنهم العمل من أجل كسب لقمة العيش. وترى تلك النخبة الغنية العمل على أنه أمر مهين ومبتذل، إلا أنهم بمجرد عدم قدرتهم على الاستمرار في الحياة التي تتسم بالغنى والرفاهية، فإنهم يعانون من عدم القدرة على كسب لقمة العيش لأنفسهم.

## مظاهرها
ويُعرف فيبلين الرفاهية على أنها استهلاك غير إنتاجي للوقت. فالشخص الغني يستهلك الوقت بدون إنتاج، بسبب الاشمئزاز من العمل المهين، ولكن ذلك يمكن اعتباره دليلاً كذلك على قدرتهم المالية على عيش حياة تتسم بالكسل. ولكن تكون هناك لحظات لا يظهر فيها حتى النبلاء علانية، وفي تلك الحالة، يجب أن يقدم رواية مرضية عن استخدامه للوقت. وفي الغالب، كانت تلك الروايات تشير إلى ظهور الخدم أو بعض أنواع الحرفيين. وهناك دليل مادي على أن الرفاهية هي طريقة أخرى يكشف النبلاء من خلالها عن ثرواتهم حتى عند الابتعاد عن أعين الناس. وتعد الأشياء أو التذكارات أو المعارف التي لا يكون لها أي استخدام في العالم الحقيقي بمثابة أمثلة على الأشياء التي يستخدمها الأغنياء للتعبير عن ثرواتهم وعن رفاهيتهم. ويعد التعبير عن قواعد الإتيكيت والتربية والشعائر الاحتفالية والرسمية وغير ذلك من وسائل إظهار الاستخدام غير الإنتاجي للوقت (وبالتالي الرفاهية).
كما أنه لا يكون من الكافي كذلك للطبقة المرفهة أن يعيشوا حياة كسولة، حيث يجب أن يشارك خدمهم كذلك في إظهار رفاهيتهم، على الرغم من عملهم كمساعدين يتم تأجيرهم. حيث كان يتم إعطاؤهم الملابس الرسمية والمساكن الرحيبة وغيرها من الأشياء التي تشير إلى غنى من يعملون لديه: وكلما زادت رفاهية ملابس ومساكن الخدم، زاد قدر الأموال التي يمتلكها السيد والتي يمكنه إنفاقها بحرية. ويعد ذلك مثالاً «للاستهلاك المظهري»، وهو أحد أشكال الرفاهية المظهرية. ويمنح الخدم في المنازل وهمًا «بالتخمة المالية» لمالك المنزل، رغم شعور الطبقة المرفهة بعدم الراحة البدنية عند رؤية الخدم الذين يقومون بالعمل.